# Pepino I da Aquitânia
Pepino I da Aquitânia (meados de 797 — Poitiers 13 de dezembro de 838) foi o rei da Aquitânia de 817 a 838. Era filho de Luís, o Piedoso e de Ermengarda de Hesbaye.

## Biografia
Desde o seu nascimento, o pai lhe confia o governo da Aquitânia e, em seguida, dá-lhe o título real em Julho de 817, sob a autoridade de seu irmão mais velho Lotário I. 
Indignado com o que seu pai faz a seu meio-irmão, o futuro Carlos, o Calvo, duque de Alemania, e incluindo a Récia, Alsácia e parte da Borgonha, discute com ele em 829. Ele se alia a seus irmãos, sob a égide de Vala (v.772-† 836), filho de Bernardo, um primo de Carlos Magno. Em 832, durante uma assembleia na corte , realizada no palácio carolíngio de Jocondiac (perto de Limoges), o imperador retira-lhe o reino da Aquitânia, que ele confia a Carlos. Graças a seu pai, que lhe deixa o seu reino a 15 de Março de 834 em Quierzy. Após a sua morte, ele é enterrado na igreja de Sainte-Radegonde.

## Casamento e descendência
Pepino I da Aquitânia desposou em 822 Ringarda (Ringardis), ou Ingeltruda filha de Tiberto, conde de Madrie, com quem teve:
- Pepino II da Aquitânia (v. 823 † depois de 864), rei da Aquitânia de 839 para 852;
- Carlos da Aquitânia (v. 828 † 863), arcebispo de Mainz.

e duas filhas:
- Rotruda casada com Gerardo († 841), conde de Auvergne;
- Hildegarda esposa de Ratier († 841), conde de Limoges.